# Cobaea aschersoniana
Cobaea aschersoniana là một loài thực vật có hoa trong họ Polemoniaceae. Loài này được Brand mô tả khoa học đầu tiên năm 1904.